# Miraklet (film fra 2014)
 For alternative betydninger, se Miraklet. (Se også artikler, som begynder med Miraklet)
Miraklet er en film i drama-genren, instrueret af Simon Staho, og med Peter Plaugborg i hovedrollen som præsten Erik. Filmen havde premiere 5. juni 2014 i Danmark.

## Handling
Vi befinder os i et lille puritansk landsbysamfund. Engang var Johanna egnens bedste danser. Men det er 25 år siden, og i dag sidder hun lænket til en kørestol og lever et lidenskabsløst liv med sin mand, den stærkt troende præst Erik og deres søn, som hun elsker højere end alt andet. Hendes liv rystes imidlertid, da hun en dag står ansigt til ansigt med den eneste mand hun nogensinde har næret ægte kærlighed til - hendes tidligere dansepartner Jakob, der vender tilbage til barndomsbyen for første gang i en menneskealder. Følelserne blusser op igen, og med ét står Johanna overfor et umuligt valg: Hun må vælge mellem sin familie og den mand hun elsker. "Miraklet" er et trekantsdrama om kærlighedens magt og troens galskab, om fortrængte længsler og dansens helende kraft.

## Rolleliste
- Ulrich Thomsen som Jakob
- Sonja Richter som Johanna
- Peter Plaugborg som Erik
- Emma Sehested Høeg som Unge Johanna
- Allan Hyde som Unge Jakob
- William Lønstrup som Kristian

## Eksterne Henvisninger
- Miraklet på Internet Movie Database (engelsk)
- Miraklet på Filmdatabasen
- Miraklet på danskefilm.dk
- Miraklet på danskfilmogtv.dk
- Miraklet på Scope
- Miraklet på MovieMeter (nederlandsk)
- Miraklet på AllMovie (engelsk)
- Miraklet på The Movie Database (engelsk)
- Miraklet på Filmaffinity (engelsk)